# Estado-padrão
Em química, o Estado Padrão de um material refere-se à condição de pressão de 1 bar (100 000 Pa).
Para um dado material ou substância química a condição padrão é a referência de estado para as propriedades termodinâmicas desse material, tais como entalpia, entropia, energia livre de Gibbs, e para diversos outras condições do material.
O estado padrão de uma substância numa dada temperatura é a mesma em sua forma pura e pressão de 1 bar. A necessidade da pressão ser uma só para toda substancia no estado padrão advém de que a entalpia é calculada em um calorímetro isobárico (pressão constante).
Estado padrão não deve ser confundido com estado de referência. O estado de referência de um elemento é o seu estado mais estável a uma dada temperatura e pressão de 1 bar.